# Gerenstein (flatgebouw)
Gerenstein is een voormalig flatgebouw in Amsterdam-Zuidoost. De naam is ontleend aan een herenhuis in Woudenberg (Utrecht).

## Geschiedenis
Gerenstein werd begin jaren 70 opgeleverd als een van de zes honingraatvormige flats in de E/G-buurt. Het bestond uit een groot noordelijk en een klein zuidelijk gedeelte die via een loopbrug met elkaar waren verbonden. Met een hotelnummering van 1-938 was Gerenstein de kortste van de drie G-flats. Het laatste blok liep over in Groot-Echtenstein en had twee liftportieken (in plaats van een zoals de bijna-identieke combiflats Frissenstein-Dennenrode en Florijn-Develstein). Andere grote verschillen met de F/D-buurt waren het kleinere voorstuk (met portiek 1/A), de gespiegelde indeling van een aantal flats en de westelijke richting van de loopbrug. Feitelijk was Gerenstein een omkering van Dennenrode.
In 1984 kreeg de flat een schilderbeurt en afgesloten toegangen.
Na de vliegramp van 4 oktober 1992 werd besloten om de Bijlmer ingrijpend te veranderen; dit hield in dat veel flats moesten wijken voor laagbouw. Gerenstein kwam vanaf 1996 aan de beurt; aanvankelijk spaarde men het staartje met portiek 5/E (dit omdat de hoge onderdoorgang bij Echtenstein hoorde) en de parkeergarage (dit vanwege het winkelcentrum Ganzenhoef) maar toen de Bijlmerdreef vanaf 2000 werd doorverlaagd gingen ook deze onder de sloophamer.
In Nieuw-Gerenstein staan zowel laagbouw als middelhoge flats.